# Завалівська бучина № 1
«Завалівська бучина № 1» — ботанічна пам'ятка природи місцевого значення в Україні. Пам'ятка природи розташована на території Тернопільського району Тернопільської області, с. Затурин, Завалівське лісництво, кв. 40 в. 8, лісове урочище «Завалів».
Площа — 9,00 га, статус отриманий у 1990 році.
До складу території «Завалівської бучини № 1» входить ботанічна пам'ятка природи місцевого значення «Бук лісовий (1 дерево)».